# Ducat de Cornualla

Bandera del Ducat de Cornualla

El Ducat de Cornualla es formà el 1140 quan el territori de Cornualla fou cedit com a ducat a sir Richard de Dunstanville, fill il·legítim del rei anglès Enric I d'Anglaterra, i hi governarà com a vassall del rei amb una cort fastuosa fins a la seva mort el 1175. En fou nomenat successor Richard Fitzcourt (1175-1189), noble normand parent seu.
A aquest el va succeir Joan sense Terra (1189-1225), fill d'Enric II Plantagenet i més tard rei d'Anglaterra, qui el 1198 hi constituí un parlament propi i en fa del ducat una possessió totalment autònoma, fins i tot quan esdevingué rei. Endemés, el 1201 va crear la Court of Stanneries com a privilegi per als minaires del coure, una carta que confirmava una autonomia especial. Del 1225 al 1272 el succeïren Ricard i Enric de Cornualla, fill i net seus, qui hi governaren com a senyors gairebé independents; empraren el país com a base d'aventures territorials pel territori occità, i atacaren Bordeus en ajut del comte de Tolosa. També participaren en les croades, i fins i tot Richard intentà sense èxit coronar-se emperador dels alemanys. Amb ells, el comtat assolí la màxima esplendor econòmic i polític.
Del 1272 al 1300 hi governà Edmund, fill de Richard, qui aconseguiria que el 1295 el rei Eduard I d'Anglaterra admeti dos diputats cornuallesos al parlament anglès (aquest nombre de diputats es mantindrà inalterable fins al 1832). John of Eltham (1033-1336) fou el darrer comte, qui el 1305 aconseguí de millorar els privilegis del parlament cornuallès, però el 1333 patiren els atacs del Príncep Negre, hereu de la corona anglesa, qui finalment acabà per prendre-li les possessions.
Per la Carta del 16 de març del 1337, el país fou incorporat definitivament com a ducat de la corona britànica. El títol de Duc de Cornualla l'ostentaran els hereus de la corona anglesa fins quan adoptaren el de Príncep de Gal·les; el primer fou Edward, el Príncep Negre. Però això no l'ajudarà a recuperar la identitat còrnica, i la llengua es perdrà a poc a poc entre el francès, llengua dels normands, l'anglès, llengua de la classe mitjana, i el còrnic, llengua del poble. Tot i així, els drets garantits per a la Court of Stanneries restaren sota protecció reial, tot i que fou només formal fins a la seva abolició en el segle xix.
Pel que fa a la importància econòmica del país, el Domesday Book del 1086 ni fa cap esmena ni a Tintagel ni a l'estany, i diu que el país era poc poblat (un habitant per 160 acres), però el 1346 la vila de Fowey fou capaç d'enviar 40 vaixells per a ajudar el rei Eduard III d'Anglaterra a Calais, tot i que quan els espanyols enviaren la Invencible contra Elisabet I d'Anglaterra (el 1588) només en pogueren enviar un.